# 신잔
신잔(일본어: シンザン, Shinzan, 1961년 4월 2일 - 1996년 7월 13일)은 일본의 경주마, 종모마다.
사상 2마리째, 전후 첫 클래식 삼관마다. 1964년, 1965년 케이슈사상 연도 대표마. 1984년에 현창마로 선출되었다. 팔대 경주의 승리 수로부터, 일본 경마 사상 처음으로 “오관마”의 칭호를 부여 받은 경주마이며, 전후 일본의 경마계에 오랫동안 영향을 미친 공적의 크기로부터 “신마”로도 불리고 있다. 그 달리기는 “나대의 예리함”으로 형용되었다.

## 경주 성적
아래 내용은 넷케이바의 정보를 기반으로 한다.
| 날짜        | 경마장   | 경기명                 | 트랙       | 배당 (인기 순위) | 순위 | 시간   | 기수            | 우승마 (2위마)    |
| ----------- | -------- | ---------------------- | ---------- | ---------------- | ---- | ------ | --------------- | ----------------- |
| 1963.11.10. | 교토     | 3세 신마 (현 2세 신마) | 잔디 1200m | 1.9 (1)          | 1    | 1:13.9 | 구리타 마사루   | (호시츠키)        |
| 1963.11.30. | 한신     | 오픈                   | 잔디 1400m | 3.0 (2)          | 1    | 1:25.7 | 구리타 마사루   | (에이블 맨)       |
| 1963.12.14. | 한신     | 3세 중거리 특별        | 잔디 1600m | 2.5 (1)          | 1    | 1:40.0 | 구리타 마사루   | (오쿠라야마)      |
| 1964.01.04. | 교토     | 오픈                   | 잔디 1600m | 1.3 (1)          | 1    | 1:42.3 | 구리타 마사루   | (하나비시)        |
| 1964.03.29. | 도쿄     | 스프링 스테익스        | 잔디 1800m | 14.1 (6)         | 1    | 1:51.3 | 구리타 마사루   | (야마닌 슈퍼)     |
| 1964.04.19. | 도쿄     | 고월상                 | 잔디 2000m | 3.6 (1)          | 1    | 2:04.1 | 구리타 마사루   | (아스카)          |
| 1964.05.16. | 도쿄     | 오픈                   | 잔디 1800m | 1.7 (1)          | 2    | 1:50.8 | 구리타 마사루   | 야마닌 시로       |
| 1964.05.31. | 도쿄     | 도쿄 우준              | 잔디 2400m | 2.7 (1)          | 1    | 2:28.8 | 구리타 마사루   | (우메노 치카라)   |
| 1964.10.10. | 한신     | 오픈                   | 잔디 1800m | 1.5 (1)          | 2    | 1:51.6 | 구리타 마사루   | 이치미카도        |
| 1964.11.01. | 교토     | 교토배                 | 잔디 1800m | 2.3 (1)          | 2    | 1:52.1 | 구리타 마사루   | 밸리모스 니세이   |
| 1964.11.15. | 교토     | 국화상                 | 잔디 3000m | 3.2 (2)          | 1    | 3:13.8 | 구리타 마사루   | (우메노 치카라)   |
| 1965.05.29. | 한신     | 오픈                   | 잔디 1600m | 2.5 (1)          | 1    | 1:37.7 | 다케다 히로시   | (야마히로)        |
| 1965.06.13. | 한신     | 오픈                   | 잔디 1850m | 1.3 (1)          | 1    | 1:53.7 | 다케다 히로시   | (밸리모스 니세이) |
| 1965.06.27. | 한신     | 다카라즈카 기념        | 잔디 2000m | 1.7 (1)          | 1    | 2:06.3 | 구리타 마사루   | (밸리모스 니세이) |
| 1965.10.02. | 한신     | 오픈                   | 잔디 1850m | 2.3 (2)          | 1    | 1:54.0 | 다케다 히로시   | (히카루 폴라)     |
| 1965.11.03. | 도쿄     | 추계 메구로 기념       | 잔디 2500m | 3.2 (1)          | 1    | 2:42.2 | 구리타 마사루   | (불 타카치호)     |
| 1965.11.23. | 도쿄     | 추계 천황상            | 잔디 3200m | 1.3 (1)          | 1    | 3:22.7 | 구리타 마사루   | (하쿠즈이코)      |
| 1965.12.18. | 나카야마 | 오픈                   | 잔디 2000m | 1.5 (1)          | 2    | 2:05.5 | 다케다 히로시   | 쿠리데이          |
| 1965.12.26. | 나카야마 | 아리마 기념            | 잔디 2600m | 1.4 (1)          | 1    | 2:47.2 | 마쓰모토 요시토 | (미하루카스)      |

- 경주명의 굵은 글씨는 팔대 경주를 나타낸다.

### 수상
- 1964년 케이슈사상 연도 대표마, 최우수 4세 수말
- 1965년 케이슈사상 연도 대표마, 최우수 5세 이상 수말

## 주요 산구
- 미호 신잔 (고월상, 국화상, 춘계 천황상, 교토 신문배, 스프링 스테익스, 아메리카 조키 클럽 컵, 일경상)[3]
- 미나가와 만나 (국화상, 아르헨티나 공화국배 연패)[4]

## 혈통

### 혈통표
| 부 *힌도스탄 Hindostan 1946 흑록모 | Bois Roussel 1935            | Vatout       | Prince Chimay             |
| 부 *힌도스탄 Hindostan 1946 흑록모 | Bois Roussel 1935            | Vatout       | Vasthi                    |
| 부 *힌도스탄 Hindostan 1946 흑록모 | Bois Roussel 1935            | Plucky Liege | Spearmint                 |
| 부 *힌도스탄 Hindostan 1946 흑록모 | Bois Roussel 1935            | Plucky Liege | Concertina                |
| 부 *힌도스탄 Hindostan 1946 흑록모 | Sonibai 1939                 | Solario      | Gainsborough              |
| 부 *힌도스탄 Hindostan 1946 흑록모 | Sonibai 1939                 | Solario      | Sun Worship               |
| 부 *힌도스탄 Hindostan 1946 흑록모 | Sonibai 1939                 | Udaipur      | Blandford                 |
| 부 *힌도스탄 Hindostan 1946 흑록모 | Sonibai 1939                 | Udaipur      | Uganda                    |
| 모 하야노보리 1949 율모            | 하야타케 1939 녹모           | *세프트      | Tetratema                 |
| 모 하야노보리 1949 율모            | 하야타케 1939 녹모           | *세프트      | Voleuse                   |
| 모 하야노보리 1949 율모            | 하야타케 1939 녹모           | 히류         | *크랙 만난                |
| 모 하야노보리 1949 율모            | 하야타케 1939 녹모           | 히류         | *오플로라 (Yinkari)       |
| 모 하야노보리 1949 율모            | 다이고 버캐넘 뷰티 1941 율모 | *토우르누솔  | Gainsborough              |
| 모 하야노보리 1949 율모            | 다이고 버캐넘 뷰티 1941 율모 | *토우르누솔  | Soliste                   |
| 모 하야노보리 1949 율모            | 다이고 버캐넘 뷰티 1941 율모 | 버캐넘 뷰티  | *시안모어                 |
| 모 하야노보리 1949 율모            | 다이고 버캐넘 뷰티 1941 율모 | 버캐넘 뷰티  | 다이산 뷰티풀 드리머 F.12 |

### 혈통 배경
어머니 하야노보리는 경주마로 5승을 올렸다. 어머니의 반매로는 우준 빈마 우승마 지츠호마레, 조카에 고월상 우승마 카즈요시가 있다. 암계 (패밀리 라인)는 1907년에 영국에서 코이와이 농장이 고액으로 수입한 뷰티풀 드리머계에 속한다. 뷰티풀 드리머계는 그 밖에 티엠 오션, 메이지 히카리 등 다수의 명마를 배출하고 있다.
신잔의 꼬리의 지근에는 백색의 털이 섞여 있었지만, 이것은 어머니의 아버지의 아버지에 해당하는 세프트의 유전이라고 한다. 또 조교사 다케다는 처음으로 신잔을 보았을 때 어머니의 어머니의 아버지인 토우르누솔의 특징이 강하게 나오고 있다고 느꼈다.

### 형제
형제는 형으로 린든 (5승. 교토 4세 특별, 중경 4세 특별, 4세 추선마 특별), 온워드 스턴 (9승. 나카야마 기념, 아메리카 조키 클럽 컵, 천황상 3착, 닛케이상 3착), 켄스타츠 (3승) 등이 있다. 형에 비해 동생은 전혀 달리지 않고, 치요노키쿠 (암계 자손 현존)가 남관동 공영 경마에서 2승을 올린 정도로 외 4마리는 미승리에 끝났다.

## 같이 보기
- 연대율 100% 경주마 목록
- 교토 경마장
- 신잔 기념

## 참고 문헌
- 다이지 하야오 (1982). 《黄金の馬シンザン》. 닛케이 통신사. ISBN 481870055X.
- 요시나가 미치코 (1995). 《シンザン物語》. 다이와 출판. ISBN 480476044X.